# Химна Мађарске
Химна (мађ. Himnusz) или Боже благослови Мађаре (мађ. Isten, áldd meg a Magyart) је национална химна Мађарске. Текст је написао Ференц Келчеи (мађ. Kölcsey Ferenc) а музику Ференц Еркел (мађ. Erkel Ferenc).  

## Текст
| На мађарском | На мађарском |
| --- | --- |
| Isten, áldd meg a magyart Jó kedvvel, bőséggel, Nyújts feléje védő kart, Ha küzd ellenséggel; Bal sors akit régen tép, Hozz rá víg esztendőt, Megbűnhődte már e nép A múltat s jövendőt! | Hányszor zengett ajkain Ozmán vad népének Vert hadunk csonthalmain Győzedelmi ének! Hányszor támadt tenfiad Szép hazám, kebledre, S lettél magzatod miatt Magzatod hamvvedre!           |
| Őseinket felhozád Kárpát szent bércére, Általad nyert szép hazát Bendegúznak vére. S merre zúgnak habjai Tiszának, Dunának, Árpád hős magzatjai Felvirágozának.                          | Bújt az üldözött, s felé Kard nyúlt barlangjában, Szerte nézett s nem lelé Honját a hazában, Bércre hág és völgybe száll, Bú s kétség mellette, Vérözön lábainál, S lángtenger fölette. |
| Értünk Kunság mezein Ért kalászt lengettél, Tokaj szőlővesszein Nektárt csepegtettél. Zászlónk gyakran plántálád Vad török sáncára, S nyögte Mátyás bús hadát Bécsnek büszke vára.       | Vár állott, most kőhalom, Kedv s öröm röpkedtek, Halálhörgés, siralom Zajlik már helyettek. S ah, szabadság nem virúl A holtnak véréből, Kínzó rabság könnye hull Árvánk hő szeméből!   |
| Hajh, de bűneink miatt Gyúlt harag kebledben, S elsújtád villámidat Dörgő fellegedben, Most rabló mongol nyilát Zúgattad felettünk, Majd töröktől rabigát Vállainkra vettünk.            | Szánd meg Isten a magyart Kit vészek hányának, Nyújts feléje védő kart Tengerén kínjának. Bal sors akit régen tép, Hozz rá víg esztendőt, Megbűnhődte már e nép A múltat s jövendőt!    |